# Landesliga Ost (Tirol)
Die Landesliga Ost ist (zusammen mit der gleichklassigen Landesliga West) die zweithöchste Spielklasse Tirols und die fünfthöchste Spielklasse im österreichischen Herrenfußball. Der  Meister steigt in die Tiroler Liga auf. 

## Teilnehmer 2020/21
- SV Angerberg
- SV Brixen im Thale
- FC Bruckhäusl
- FC Buch
- SV Hippach
- SV Kirchdorf
- SV Kolsass/Weer
- FC Kufstein 1b
- SVg Mayrhofen
- SC Münster
- FC Schwoich
- SVG Stumm
- SV Thiersee
- SV Walchsee